# Lamprologus kungweensis
Lamprologus kungweensis — вид окунеподібних риб родини цихлові (Cichlidae).

## Поширення
Ендемік озера Танганьїка. Поширений лише у північно-західній частині озера у бухті Кунгве неподалік танзанійського міста Кігома.

## Опис
Завдовжки до 8 см.

## Спосіб життя
Про спосіб життя та екологію виду мало відомо. Живиться зоопланктоном.